# Dieter Reiter
Dieter Reiter (n. 19 mai 1958, Rain, Bavaria, Germania) este un politician german și primarul orașului München, capitala landului federal Bavaria. Reiter este membru al SPD.

## Carieră
Dieter Reiter s-a născut în Rain, Swabia. A studiat la Fachhochschule für öffentliche Verwaltung und Rechtspflege din Hof, unde a absolvit în 1981. Pe 30 martie 2014, a fost ales primar al orașului München cu 56,7% din voturi. L-a succedat pe Christian Ude⁠(d), care a fost primar din 1993 până în 2014. Reiter a fost delegatul SPD la Convenția Federală pentru alegerea Președintelui Germaniei în 2017.
În 2021, Reiter a propus iluminarea stadionului pentru UEFA Euro 2020 în culorile curcubeului pentru a protesta împotriva legii anti-LGBT din Ungaria, dar propunerea a fost respinsă de UEFA.

## Alte activități

### Consilii de administrație
- FC Bayern, membru al consiliului consultativ [6]
- Stadtwerke München (SWM), președinte din oficiu al consiliului de supraveghere
- Aeroportul München, membru din oficiu al consiliului de supraveghere
- Messe München⁠(d), membru din oficiu al consiliului de supraveghere

### Organizații non-profit
- Universitatea Ludwig Maximilian din München, membru al consiliului de administrație [7]
- Technische Universität München, membru al consiliului de administrație
- Deutsches Museum, membru al consiliului de administrație
- Institutul de Cercetări Economice Ifo, membru al consiliului de administrație [8]
- Ver.di⁠(d), membru

## Viața personală
Reiter a fost căsătorit de două ori și are un fiu din prima sa căsătorie. Cu a doua sa soție, Petra, are doi copii dintr-o relație anterioară.